# Димитър Дончев
Димитър Петров/Иванов Дончев е български шахматист. Става международен майстор през 1980 г., а през 1990 г. гросмайстор. През юли 1984 г. достига  73-то място в света с ЕЛО рейтинг 2505.
Започва да играе шахмат на 13-годишна възраст в Двореца на пионерите в София. През 1977 г. е републикански юношески вицешампион.
Дончев е двукратен шампион на България по шахмат (1983 и 1988 г.). Участва на две шахматни олимпиади, където изиграва 19 партии (7 победи, 8 равенства и 4 загуби). Участва на две Балканиади по шахмат през 1982 и 1988 г.

## Турнирни резултати
- 1982 – Варна, България (1 м.)
- 1983 – Братислава, Чехословакия (1 м.)
- 1986 – Асеновград, България (1 м.)
- 1987 – Прага, Чехословакия (1 м.); Варна, България (2 м.)
- 1988 – Авоан, Франция (1 м.); Тулон, Франция (2 м.)

## Участия на шахматни олимпиади
| Година | Организатор | Отбор    | Класиране (отборно) | Дъска         |
| 1982   | Люцерн      | България | 6                   | Първа резерва |
| 1988   | Солун       | България | 24                  | Втора         |

## Участия на европейски първенства
| Година | Организатор | Отбор    | Класиране (отборно) | Дъска |
| 1989   | Хайфа       | България | 5                   | Втора |
| 1992   | Дебрецен    | България | 12                  | Трета |